# Подводные лодки типа K
Подводные лодки типа K — тип британских эскадренных подводных лодок, построенных в 1916—1923 годах. Построенные для взаимодействия с эскадрой, они имели скорость полного хода 24 узла, но ценой гигантского водоизмещения (вчетверо больше современных им лодок) и установки паровых турбин. На подлодках этого типа произошёл ряд катастроф с человеческими жертвами, и все они были списаны, прослужив менее 10 лет.

## Конструкция

### Корпус
Двухкорпусная лодка. Прочный корпус разделялся на 9 отсеков:
1. Носовой торпедный отсек;
2. Жилой отсек — каюты офицеров;
3. Центральный пост, включая радиорубку;
4. Торпедный отсек траверзных аппаратов;
5. Котельное отделение, рабочее место кочегаров, в подводном положении изолировался;
6. Турбинное отделение;
7. Машинное отделение — в нём размещались электромоторы и вспомогательный дизель;
8. Жилой отсек — матросский кубрик;
9. Рулевой отсек, второй матросский кубрик.

### Вооружение
Лодки типа K были торпедно-артиллерийскими. Торпедное вооружение было представлено десятью широко распространёнными в период постройки кораблей трубными торпедными аппаратами калибра 18 дюймов (457 мм). Четыре ТА были установлены в носу, четыре — в четвёртом отсеке, попарно выходящие на правый и левый борт для траверзной стрельбы. Последние два аппарата устанавливались в виде поворотной пары в носовой части надстройки.
Артиллерийское вооружение было представлено двумя орудиями калибра 4 дюйма (102 мм), первоначально размещёнными на палубе по обе стороны от приподнятой надстройки, и одним трёхдюймовым (76 мм) орудием, способным вести стрельбу по самолётам и установленным на приподнятой части надстройки, около дымовых труб. Из-за сильного заливания боевых постов артиллеристов даже при умеренном волнении, на отдельных лодках во время проведения ремонтов расположение артиллерии было изменено.

## Представители
| Название          | Верфь               | Закладка                                                                                      | Спуск на воду                                                                                 | Ввод в строй                                                                                  | Примечания |
| ----------------- | ------------------- | --------------------------------------------------------------------------------------------- | --------------------------------------------------------------------------------------------- | --------------------------------------------------------------------------------------------- | --- |
| HMS K1            | Portsmouth Dockyard | 1 ноября 1915                                                                                 | 14 ноября 1916                                                                                | 1 апреля 1917                                                                                 | погибла 18 ноября 1917 при патрулировании в Северном море, столкнувшись с K4, экипаж спасён                   |
| HMS K2            | Portsmouth Dockyard | 13 ноября 1915                                                                                | 14 октября 1916                                                                               | 1 февраля 1917                                                                                | продана на слом в 1926                                                                                        |
| HMS K3            | Vickers             | 21 мая 1915                                                                                   | 20 мая 1916                                                                                   | 22 сентября 1916                                                                              | продана на слом в 1921                                                                                        |
| HMS K4            | Vickers             | 28 июня 1915                                                                                  | 15 июля 1916                                                                                  | 1 января 1917                                                                                 | погибла 31 января 1918 в битве у острова Мэй, столкнувшись с K6, экипаж погиб                                 |
| HMS K5            | Portsmouth Dockyard | 13 ноября 1915                                                                                | 16 декабря 1916                                                                               | 1 июня 1917                                                                                   | погибла в 1921 году при загадочных обстоятельствах вместе со всем экипажем                                    |
| HMS K6            | Devonport Dockyard  | 8 ноября 1915                                                                                 | 31 мая 1916                                                                                   | 1 февраля 1917                                                                                | продана на слом в 1926                                                                                        |
| HMS K7            | Devonport Dockyard  | 8 ноября 1915                                                                                 | 31 мая 1916                                                                                   | 1 февраля 1917                                                                                | продана на слом в 1921                                                                                        |
| HMS K8            | Vickers             | 22 сентября 1915                                                                              | 10 октября 1916                                                                               | 6 марта 1917                                                                                  | продана на слом в 1923                                                                                        |
| HMS K9            | Vickers             | 28 июня 1915                                                                                  | 8 ноября 1916                                                                                 | 9 мая 1917                                                                                    | выведена из флота в 1921 году, позже разделана на металл                                                      |
| HMS K10           | Vickers             | 28 июня 1915                                                                                  | 27 декабря 1916                                                                               | 26 мая 1917                                                                                   | в 1921 году продана на слом, в 1922 году затонула при буксировке                                              |
| HMS K11           | Armstrong Whitworth | 1 октября 1915                                                                                | 16 августа 1916                                                                               | 1 февраля 1917                                                                                | продана на слом в 1921                                                                                        |
| HMS K12           | Armstrong Whitworth | 1 октября 1915                                                                                | 23 февраля 1917                                                                               | 1 августа 1917                                                                                | разделана на металл в 1926                                                                                    |
| HMS K13 / HMS K22 | Fairfield’s         | 1 октября 1915                                                                                | 11 ноября 1916                                                                                | 18 октября 1917 как К22                                                                       | затонула на испытаниях, 32 погибших. Введена в строй после ремонта под именем К22, разделана на металл в 1926 |
| HMS K14           | Fairfield’s         | 1 ноября 1915                                                                                 | 8 февраля 1917                                                                                | 22 мая 1917                                                                                   | разделана на металл в 1925                                                                                    |
| HMS K15           | Scott’s             | 19 апреля 1916                                                                                | 31 октября 1917                                                                               | 30 апреля 1918                                                                                | затонула в Портсмуте 25 июня 1921 года, в 1924 году поднята и разделана на металл                             |
| HMS K16           | Beardmore’s         | 1 июня 1916                                                                                   | 5 ноября 1917                                                                                 | 13 апреля 1918                                                                                | списана в 1920 году, в 1924 продана на слом                                                                   |
| HMS K17           | Vickers             | 1 июня 1916                                                                                   | 10 апреля 1917                                                                                | 20 сентября 1917                                                                              | затонула 31 января 1918 после столкновения с лёгким крейсером HMS Fearless в битве у острова Мэй, 48 погибших |
| HMS K18           | Vickers             | на ранней стадии строительства перезаложена как HMS M1. Погибла при столкновении в 1925 году. | на ранней стадии строительства перезаложена как HMS M1. Погибла при столкновении в 1925 году. | на ранней стадии строительства перезаложена как HMS M1. Погибла при столкновении в 1925 году. | на ранней стадии строительства перезаложена как HMS M1. Погибла при столкновении в 1925 году.                 |
| HMS K19           | Vickers             | на ранней стадии строительства перезаложена как HMS M2. Погибла на учениях в 1932 году.       | на ранней стадии строительства перезаложена как HMS M2. Погибла на учениях в 1932 году.       | на ранней стадии строительства перезаложена как HMS M2. Погибла на учениях в 1932 году.       | на ранней стадии строительства перезаложена как HMS M2. Погибла на учениях в 1932 году.                       |
| HMS K20           | Armstrong Whitworth | на ранней стадии строительства перезаложена как HMS M3                                        | на ранней стадии строительства перезаложена как HMS M3                                        | на ранней стадии строительства перезаложена как HMS M3                                        | на ранней стадии строительства перезаложена как HMS M3                                                        |
| HMS K21           | Armstrong Whitworth | достраивалась как HMS M4, строительство отменено                                              | достраивалась как HMS M4, строительство отменено                                              | достраивалась как HMS M4, строительство отменено                                              | достраивалась как HMS M4, строительство отменено                                                              |
| HMS K23           | Armstrong Whitworth | строительство отменено                                                                        | строительство отменено                                                                        | строительство отменено                                                                        | строительство отменено                                                                                        |
| HMS K24           | Armstrong Whitworth | строительство отменено                                                                        | строительство отменено                                                                        | строительство отменено                                                                        | строительство отменено                                                                                        |
| HMS K25           | Armstrong Whitworth | строительство отменено                                                                        | строительство отменено                                                                        | строительство отменено                                                                        | строительство отменено                                                                                        |
| HMS K26           | Vickers             | 1 июня 1918                                                                                   | 26 августа 1919                                                                               | 28 июня 1923                                                                                  | разделана на металл в 1931                                                                                    |
| HMS K27           | Vickers             | строительство отменено                                                                        | строительство отменено                                                                        | строительство отменено                                                                        | строительство отменено                                                                                        |
| HMS K28           | Vickers             | строительство отменено                                                                        | строительство отменено                                                                        | строительство отменено                                                                        | строительство отменено                                                                                        |

## В массовой культуре
Паротурбинные британские подлодки класса К стали прототипами оружия дизельпанка как важная черта развития общества на технологиях 1920—1930-х годов.